# أيزيا رايدر
أيزيا رايدر (بالإنجليزية: Isaiah Rider)‏ مواليد 12 مارس 1971 في أوكلاند، هو لاعب كرة سلة أمريكي معتزل بدأ مسيرته الاحترافية في سنة 1993. تم اختياره من قبل فريق مينيسوتا تمبر ولفز خلال الدرافت. يبلغ طوله 6 قدم 5 بوصة (2.0 م). اعتزل اللعب في 2001. فاز بلقب دوري إن بي إيه. أحرز خلال مسيرته في الإن بي إيه 9405 نقطة بمعدل 16.7 نقطة في المباراة الواحدة.

## المسيرة الاحترافية
لعب مع مينيسوتا تمبر ولفز من سنة 1993 إلى 1996، ثم لعب مع بورتلاند ترايل بلايزرز من سنة 1996 إلى 1999، ثم لعب مع أتلانتا هوكس في موسم 1999–2000، ثم لعب مع لوس أنجلوس ليكرز في موسم 2000–2001، ثم لعب مع دنفر ناغتس في سنة 2001.

## روابط خارجية
- أيزيا رايدر على موقع إن بي أي (الإنجليزية)
- أيزيا رايدر على موقع سبورتس رفرنس (الإنجليزية)
- أيزيا رايدر على موقع كرة السلة الأوروبية.كوم (الإنجليزية)
- أيزيا رايدر على موقع كلية كرة السلة في سبورتس رفرنس.كوم (الإنجليزية)
- أيزيا رايدر على موقع ريلجم (الإنجليزية)
- أيزيا رايدر على موقع بروبوليرز (الإنجليزية)